# Tacciana Dziahilewa
Tacciana (Tania) Uładzimirauna Dziahilewa (biał.: Таццяна Уладзіміраўна Дзягілева; ros.: Татьяна Владимировна Дягилева, Tatjana Władimirowna Diagilewa ;ur. 4 czerwca 1991) – białoruska supermodelka.
Na wybiegu zadebiutowała w 2005 roku w Petersburgu. W 2006 roku podpisała kontrakty z agencjami w Londynie, Paryżu i Mediolanie, co zaowocowało prezentowaniem na wybiegu kolekcji, m.in.: Aleksandra McQueena, Chanel, Chloé, Dries Van Noten, Emanuela Ungaro, Givenchy, Miu Miu, Prady. Po tych sukcesach podpisała kontrakty w Nowym Jorku, Barcelonie, Madrycie, Tel Awiw i Los Angeles. Do wyżej wymienionych projektantów, których kolekcje prezentowała dołączyli: Christian Dior, Jean-Paul Gaultier, Jil Sander, John Galliano, Calvin Klein, Carolina Herrera, Karl Lagerfeld, Marc Jacobs, Versace, Amanda Wakeley, Dolce & Gabbana, DSquared2, Fendi, Christian Lacroix, Giambattista Valli, Sophia Kokosalaki, Sonia Rikyel, Valentino, Yves Saint Laurent, Gaetano Navarra, Gai Mattiolo, Giambattista Valli, Julien Macdonald, Lacoste, Lanvin, Hussein Chalayan. Najczęściej jednak na wybiegu pojawia się u Jeana-Paula Gaultiera. Dziahilewa odbywała sesje zdjęciowe dla najbardziej prestiżowych magazynów mody na świecie, przede wszystkim dla międzynarodowych edycji magazynu mody Vogue: japońskiej, meksykańskiej, rosyjskiej, brytyjskiej oraz hiszpańskiej edycji Harper’s Bazaar.

## Galeria zdjęć

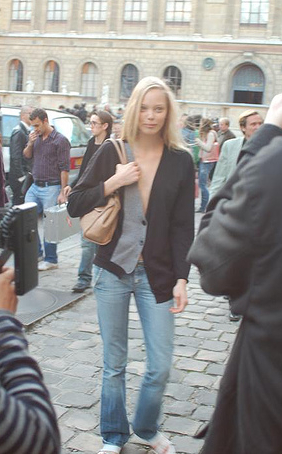
Tania Dziahilewa w 2006 roku
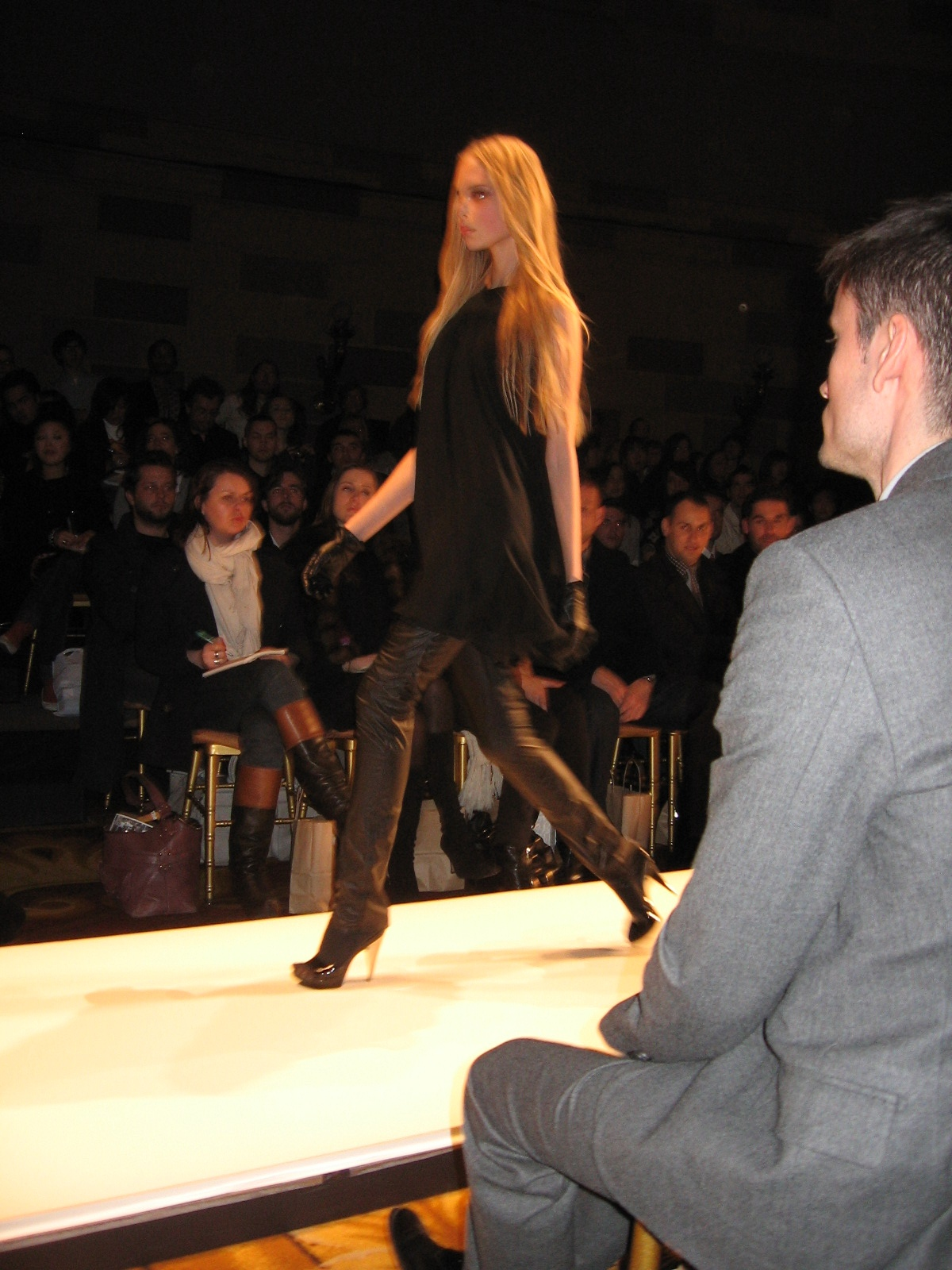
Tania Dziahilewa (2007)
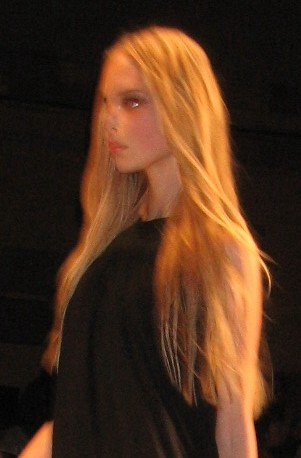
Tania Dziahilewa (2007)
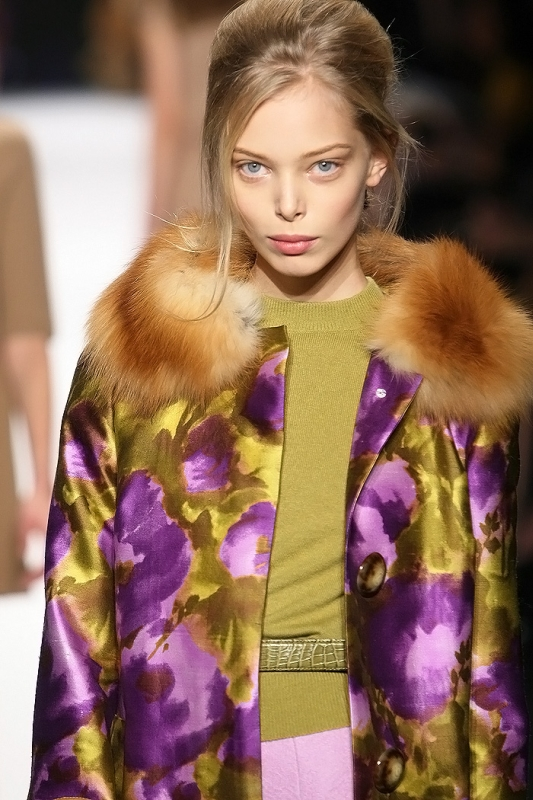
Tania Dziahilewa (2008)
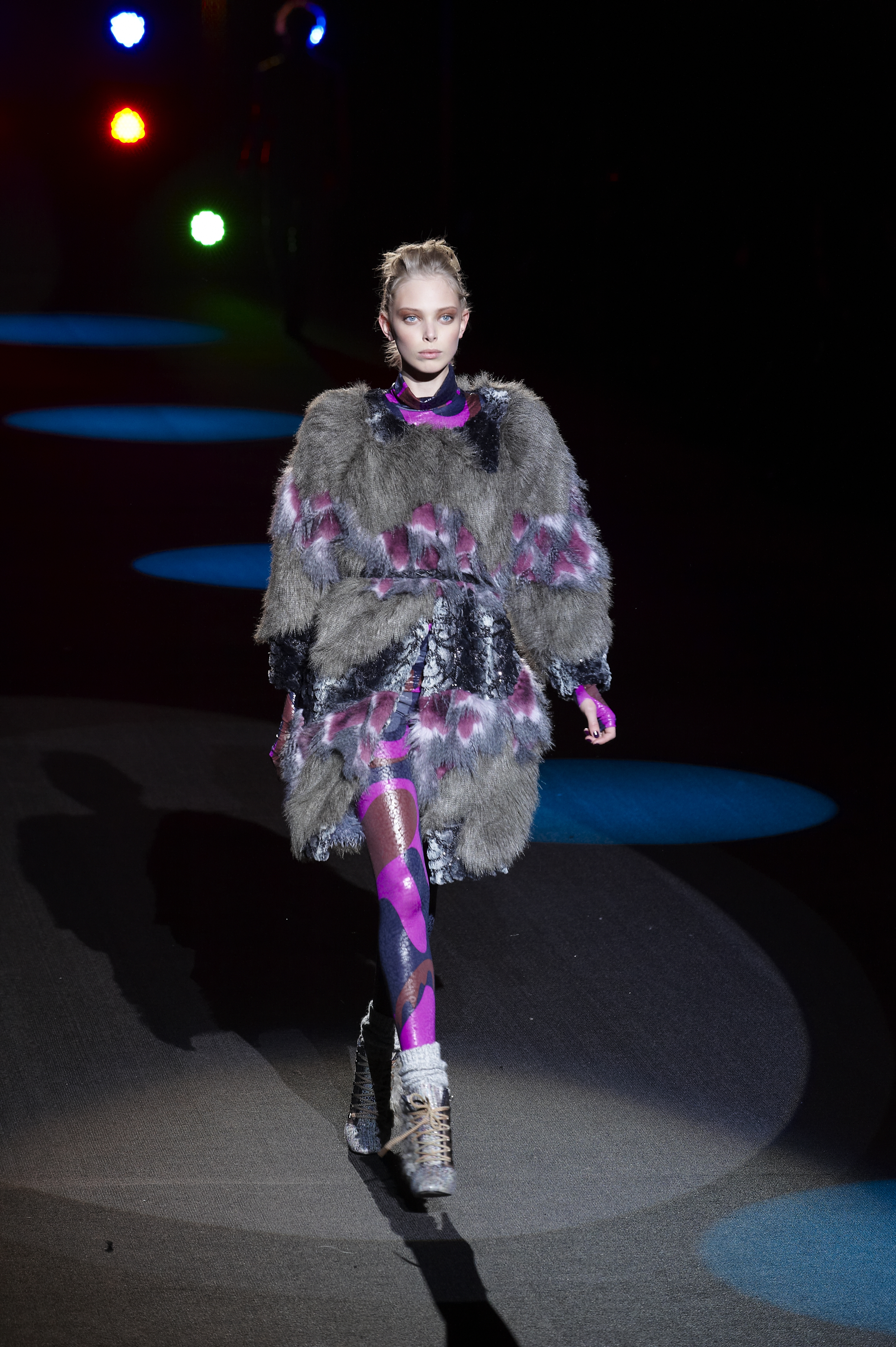
Tania Dziahilewa (2010)